# 대니얼 이노우에

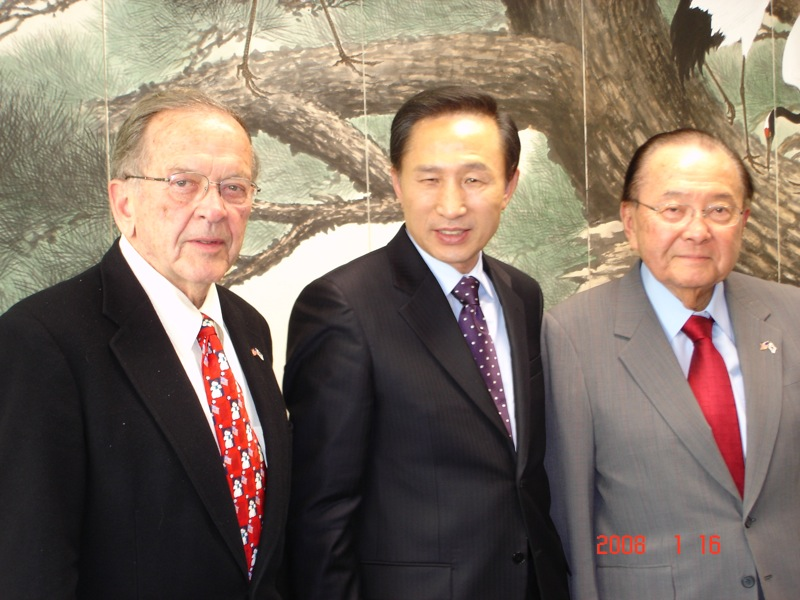
댄 이노우에 상원의원(오른쪽), 이명박 대한민국 대통령(가운데)

대니얼 켄 "댄" 이노우에(영어: Daniel Ken "Dan" Inouye, 일본어: 井上 建 이노우에 겐[*], 1924년 9월 7일~2012년 12월 17일) 또는 대니얼 이노에이(/iːˈnoʊˌeɪ/)는 미국의 정치인이다.

## 생애
일본 출신 이민자의 아들로 하와이주 호놀룰루에서 태어났다. 할아버지는 후쿠오카현, 할머니와 어머니는 히로시마현 출신이다. 하와이 대학교에서 의학을 공부하던 중, 제2차 세계대전 때 일본계 미국인 집단 수용소에 수감되었다가 미육군 소위로 자원 입대하여 일본계 부대인 442연대 소속으로 유럽 이탈리아 전선에서 싸웠다. 전투에서 총을 3번이나 맞고 한쪽 팔을 잃으면서도 소대를 지휘해 독일군 기관총 방어진지를 무력화 시키는 뚜렷한 공적을 세워, 수훈십자훈장을 수여받았으며 이후 2000년, 빌 클린턴의 추천으로 최고 영예인 의회 명예훈장을 받았다.
전후 하와이 대학교를 정치학 전공으로 졸업하고 조지 워싱턴 대학교 로스쿨을 졸업했다. 그는 하원과 상원 통틀어 아시아계 최초로 미국 의원이 된 인물로서 하와이 준주 의회에서 활동하다가, 1959년 하와이가 미국 정식 주가 되면서 신설된 연방 하원 자리에 도전하여 민주당 소속으로 초대 하와이주 연방 하원의원을 지냈다. 이후 1962년 연방 상원의원 선거에 출마, 당선되어 그 이듬해부터 상원의원이 되었다. 이후 상원에서만 6년 주기 선거에 9번이나 당선되어 53년 넘게 재직하며 미국 역사 통틀어 4번째로 가장 긴 시간 동안, 비(非)백인으로는 가장 오랫동안 미국 중앙 정계에 몸담은 인물로 기록되었다. 주로 외교·국방·상공 분야에서 활동했다.
미 정계의 대표적인 거물이자 가장 높은 지위까지 올라간 아시아계 미국인으로 워터게이트 사건 상원 6인 청문위 조사위원, 이란-콘트라 사건 청문회 의장직 등을 맡아 입지를 넓혔으며, 상원 상무위원회 위원장을 거쳐 2009년 미국 예산지출 문제를 담당하는 세출위원회 위원장으로 영전되었고, 미국 역사상 가장 긴 기간 동안 재직했던 로버트 바드 의원이 2010년 별세한 후 최고 원로 상원의원이 되어 전통에 따라 상원의장 대행인에 임명되어 미국 대통령 승계서열 3위까지 올랐다.
일본계로 일본군 위안부 비난 결의안 통과를 저지하기 위한 영향력을 행사한다는 의혹을 받아 다소 논란의 대상이 되기도 했다.
2012년 12월 17일, 호흡기 문제로 미육군병원에서 88세의 나이로 별세했다. 그의 마지막 유언은 Aloha(하와이어 작별인사)였다. 사후에는 기존에 있던 호놀룰루 국제공항이 그의 이름을 따서 개명하였다.

## 역대 선거 결과
| 선거명      | 직책명                   | 대수  | 정당   | 득표율 | 득표수    | 결과 | 당락                   |
| ----------- | ------------------------ | ----- | ------ | ------ | --------- | ---- | ---------------------- |
| 1958년 선거 | 하원의원 (하와이 선거구) | 86대  | 민주당 | 57.40% | 99,854표  | 1위  | 하와이주 하원의원 당선 |
| 1960년 선거 | 하원의원 (하와이 선거구) | 87대  | 민주당 | 74.37% | 135,827표 | 1위  | 하와이주 하원의원 당선 |
| 1962년 선거 | 상원의원 (하와이 제3부)  | 88대  | 민주당 | 69.41% | 136,294표 | 1위  | 하와이주 상원의원 당선 |
| 1968년 선거 | 상원의원 (하와이 제3부)  | 91대  | 민주당 | 83.40% | 189,248표 | 1위  | 하와이주 상원의원 당선 |
| 1974년 선거 | 상원의원 (하와이 제3부)  | 94대  | 민주당 | 82.91% | 207,454표 | 1위  | 하와이주 상원의원 당선 |
| 1980년 선거 | 상원의원 (하와이 제3부)  | 97대  | 민주당 | 77.95% | 224,485표 | 1위  | 하와이주 상원의원 당선 |
| 1986년 선거 | 상원의원 (하와이 제3부)  | 100대 | 민주당 | 73.57% | 241,887표 | 1위  | 하와이주 상원의원 당선 |
| 1992년 선거 | 상원의원 (하와이 제3부)  | 103대 | 민주당 | 57.27% | 208,266표 | 1위  | 하와이주 상원의원 당선 |
| 1998년 선거 | 상원의원 (하와이 제3부)  | 106대 | 민주당 | 79.18% | 315,252표 | 1위  | 하와이주 상원의원 당선 |
| 2004년 선거 | 상원의원 (하와이 제3부)  | 109대 | 민주당 | 75.51% | 313,629표 | 1위  | 하와이주 상원의원 당선 |
| 2010년 선거 | 상원의원 (하와이 제3부)  | 112대 | 민주당 | 74.81% | 277,228표 | 1위  | 하와이주 상원의원 당선 |